# Čajkovići
Čajkovići is een plaats in de gemeente Dubrovnik in de Kroatische provincie Dubrovnik-Neretva. De plaats telt 17 inwoners (2001).